# Sezona Velikih nagrad 1911
Sezona Velikih nagrad 1911 je bila šesta sezona Velikih nagrad, dirke niso bile povezane v prvenstvo. 

## Velike nagrade
| Velika nagrada               | Dirkališče   | Datum        | Zmag. dirkač      | Zmag. moštvo | Poročilo |
| ---------------------------- | ------------ | ------------ | ----------------- | ------------ | -------- |
| Targa Florio                 | Madonie      | 14. maj      | Ernesto Ceirano   | SCAT         | Poročilo |
| Indianapolis 500             | Indianapolis | 30. maj      | Ray Harroun       | Marmon       | Poročilo |
| Velika nagrada Vieux Tacotsa | Le Mans      | 23. julij    | Victor Hémery     | Fiat         | Poročilo |
| Vanderbilt Cup               | Savannah     | 27. november | Ralph Mulford     | Lozier       | Poročilo |
| Velika nagrada ZDA           | Savannah     | 30. november | David Bruce-Brown | Fiat         | Poročilo |